# Villa Farnesina
Villa Farnesina – willa zbudowana w latach 1509–1512, wzniesiona na Zatrzybrzu w Rzymie.
Pierwotnie willa należała do pochodzącego z Sieny papieskiego bankiera Agostina Chigiego. Kierownikiem budowy willi był Baldassare Peruzzi. Willa została zaprojektowana jako okazała rezydencja na planie podkowy, łącząca motywy miejskie z wiejskimi. Dziedziniec wychodzi na ulicę oraz Tyber. W Villa Farnesina Chigi prowadził interesy oraz organizował wydarzenia kulturalne, w których brali udział znani mieszkańcy ówczesnego Rzymu.
Wnętrze willi zdobią freski o tematyce mitologicznej, wykonane przez Rafaela i jego uczniów. W salach mieszczą się m.in: Triumf Galatei Rafaela i Polifem Sebastiana del Piombo.
W 1579 roku właścicielem willi został kardynał Alessandro Farnese. Od jego nazwiska pochodzi współczesna nazwa willi. Od 1944 roku właścicielem budynku jest Academia Nazionale dei Lincei